# Trimpanu
Il trimpanu, anche detto scorriu, moliaghe, òrriu, tunciu, zumbu zumbu, è uno strumento appartenente alla tradizione musicale della Sardegna. Secondo la classificazione Hornbostel-Sachs si colloca nella categoria dei membranofoni a frizione.

## Descrizione
Singolare congegno fonico di forma cilindrica e dimensioni variabili ma, mediamente, comprese tra i 20/30 centimetri di diametro e 30/40 di altezza.

Si compone di una cassa armonica in sugherone o in sughero gentile, seppure a volte vengano utilizzati anche altri materiali compresi barattoli di latta scoperchiati. Prima di essere lavorato il sugherone viene sottoposto a bollitura per essere poi rivoltato in modo che la superficie liscia risulti all'esterno. Nella parte superiore del cilindro viene fissata una membrana in pelle, tenuta in tensione tramite spire di spago o con una striscetta di legno di pioppo. Nella parte interna al centro della membrana, viene fissato uno spago intriso di pece assicurato nei punti di giuntura alla pelle da due dischetti in cuoio, atti ad evitare che quest'ultima subisca lacerazioni.
Facendo scorrere la cordicella, opportunamente tesa, tra le dita (meglio usando un pezzo di orbace) dalla base del cilindro verso l'esterno, viene sollecitata la membrana che vibrando produce il suono. Un suono cupo e profondo che si propaga in lontananza e, sembrerebbe, insopportabile per gli animali, soprattutto per i cavalli. Per tale motivo, si narra, su trimpanu veniva un tempo utilizzato dai malviventi alla macchia per disarcionare di sella i carabinieri che erano sulle loro tracce. È questa la ragione che spinse le autorità, verso la fine dell'Ottocento, a vietarne tassativamente l'uso.
Lo strumento viene oggi utilizzato soprattutto nelle sfilate tradizionali e in occasione delle manifestazioni legate al carnevale.